# José Plaza Pedraz
José Plaza Pedraz (Salamanca, España; 5 de noviembre de 1919 – 19 de junio de 2002) fue un jugador de fútbol, árbitro y presidente del Comité Nacional de Árbitros de España.
Cuando apenas tenía seis meses, su familia se trasladó a Madrid. Con tan solo 17 años, participó y luchó en la Guerra Civil. Después de una pequeña carrera como futbolista que le llevó a jugar en el Pardiñas, en el Imperio C.F. (antiguo equipo filial del Atlético de Madrid) y en la Agrupación Deportiva Plus Ultra (equipo que más tarde firmaría un acuerdo de filiación con el Real Madrid), empezó a ejercer como colegiado. 
Plaza fue árbitro desde la temporada 1947-48 y alcanzó la internacionalidad en la 64-65. Fue por primera vez presidente del Comité Nacional de Árbitros a partir julio de 1967. Su dimisión tras el caso Guruceta (6 de junio de 1970) no fue más que un paréntesis en una trayectoria rectilínea. Pablo Porta, presidente de la RFEF, lo devuelve al poder de la presidencia del Comité de Árbitros en julio de 1975. Entre los años 1980-1985 el sistema de designación arbitral se cambió, pasando a depender de un comité. En 1985 volvió a la RFEF y al comité y de nuevo José Plaza se encargó en solitario de las designaciones arbitrales. En 1988 dimitió para presentarse a unas nuevas elecciones que ganó por abrumadora mayoría contra el eterno aspirante, Jacinto de Sosa. Permaneció en el cargo hasta su definitiva dimisión el 6 de mayo de 1990. Intentó presentarse de nuevo, pero la Junta Electoral se lo impidió por haber renunciado al cargo voluntariamente.

Falleció en 2002 a la edad de 82 años.